# Ellis Genge
Ellis Genge (* 16. února 1995 Bristol) je ragbista hrající za anglickou reprezentaci a anglický klub Bristol Bears na pozici levého pilíře. V roce 2022 byl světovou ragbyovou asociací vybrán do nejlepší sestavy světa. S reprezentací vyhrál Six Nations v roce 2020, získal 2. místo na MS 2019 a 3. místo na MS 2023. V roce 2025 byl součástí Britských a Irských lvů. 
V roce 2016 a 2022 vyhrál anglickou ligu. V prvním případě zvítězil jako hráč Bristolu Bears a v roce 2022 byl vítěz jako hráč Leicesteru Tigers, kterému v té době dělal kapitána. Má přezdívku Malý nosorožec.